# Emiratos Árabes Unidos en los Juegos Paralímpicos de Sídney 2000
Los Emiratos Árabes Unidos estuvieron representados en los Juegos Paralímpicos de Sídney 2000 por catorce deportistas masculinos.

## Medallistas
El equipo paralímpico emiratí obtuvo las siguientes medallas:
| Nombre                | Deporte   | Evento                 |
| --------------------- | --------- | ---------------------- |
| Oro                   |           |                        |
| —                     |           |                        |
| Plata                 |           |                        |
| Ahmed Saif Abu Muhair | Atletismo | 400 m T36 masculino    |
| Naseib Obaid Araidat  | Atletismo | 400 m T52 masculino    |
| Humaid Hasan Isa      | Atletismo | Jabalina F52 masculino |
| Bronce                |           |                        |
| Ahmed Saif Abu Muhair | Atletismo | 200 m T36 masculino    |